# Markyta
Markyta je bývalá viniční usedlost v Praze 6-Nebušicích, která stojí severně od ulice Nebušická na stráni nad Nebušickým potokem.

## Historie
Na původní vinici byla usedlost postavena na přelomu 18. a 19. století. Později na ni za západní straně navázala patrová přístavba. Ještě roku 2001 mělo přízemní obytné stavení v průčelí trojúhelníkový klasicistní štít.